# Mộc Nạp Thất Lý
Mộc Nạp Thất Lý (tiếng Trung: 木纳失里; ? – 1343 hoặc 1348) là một Thứ Hoàng hậu của Nguyên Huệ Tông hay Nguyên Thuận Đế, Hoàng đế cuối cùng của nhà Nguyên.

## Cuộc đời
Mộc Nạp Thất Lý xuất thân bộ tộc Hoằng Cát Lạt thị (弘吉剌氏) của Mông Cổ. Thông tin của bà được ghi lại ít trong hai quyển Nguyên sử và Tân Nguyên sử. Năm sinh và năm bà gả cho Nguyên Huệ Tông không rõ, chỉ biết bà là một trong nhiều Hoàng hậu của Huệ Tông, nhưng là Thứ hậu, không phải Chính hậu như Đáp Nạp Thất Lý hay Bá Nhan Hốt Đô.
Theo quy định hậu cung nhà Nguyên, Hoàng đế được lập một lúc nhiều Hoàng hậu, nhưng chỉ có một vị nhận sách bảo và thực hiện lễ phong mới được xem là ["Trung cung Hoàng hậu"], hay ["Hoàng chính hậu"]. Những ai được phong Hậu nhưng không có sách bảo đều là ["Thứ Hoàng hậu", 庶三皇], địa vị thấp hơn Chính hậu và không được cai quản hậu cung.
Sau khi Đáp Nạp Thất Lý - nguyên phối của Huệ Tông bị phế, trong cung tồn tại ba vị Hoàng hậu là Bá Nhan Hốt Đô, Kỳ Hoàng hậu và Mộc Nạp Thất Lý. Bá Nhan Hốt Đô nhận sách bảo và cử hành lễ phong nên là Chính hậu, địa vị cao nhất. Kỳ thị là Đệ nhị Hoàng hậu (第二皇后), cũng là Thứ hậu như Mộc Nạp Thất Lý. Theo Tân Nguyên sử, Mộc Nạp Thất Lý là [Đệ tam Hoàng hậu, 第三皇后], ban ngự ở Long Phúc cung (隆福宮). Từ đó có thể suy luận bà được sách lập cùng lúc hoặc sau Kỳ thị, tức là năm Chí Nguyên thứ 6 (1340) trở đi.
Năm Chí Chính thứ 3 (1343) hoặc thứ 8 (1348), bà qua đời, không rõ bao nhiêu tuổi.